# Hans-Joachim Musielak
Hans-Joachim Musielak (* 28. Dezember 1933 in Berlin) ist ein deutscher Rechtswissenschaftler.

## Leben
Musielak wurde 1933 in Berlin geboren. Nach seinem Abitur in Bückeburg studierte er Rechtswissenschaften an der Universität Köln und legte dort 1958 sein Referendarexamen ab. Nachdem er durch die Universität zu Köln promoviert worden war und sein Assessorexamen absolviert hatte, arbeitete er im Bundesministerium für Wirtschaft. 1973 trat er in das Bundesministerium für Bildung und Wissenschaft ein, in welchem er zuletzt als Ministerialrat das Referat Berufliche Bildung leitete. Während dieser Periode wurde er durch die Universität zu Köln (bei Gerhard Kegel) habilitiert und erhielt die venia legendi für Bürgerliches Recht und Zivilprozessrecht.
1978 wurde Musielak zum ordentlichen Professor an die neu gegründete Universität Passau berufen, an welcher er bis zu seiner Entpflichtung im Jahr 2002 einen Lehrstuhl innehatte und deren Vizepräsident er von 1982 bis 1985 war. Einen Ruf an die Universität Marburg hatte er 1982 abgelehnt. Sein Lehrstuhlnachfolger wurde Wolfgang Hau. 2004 wurde er anlässlich seines 70. Geburtstages mit einer Festschrift geehrt.

## Publikationen (Auswahl)
- Grundkurs BGB, 13. Auflage 2013.
- Examenskurs BGB, 2. Aufl. 2010.
- Grundkurs ZPO, 11. Auflage 2012.
- Kommentar zur Zivilprozessordnung, 11. Auflage 2014 (Als Autor und Herausgeber).
- Familiengerichtliches Verfahren: FamFG 1. + 2. Buch, 2. Aufl. 2011 (Zusammen mit Helmut Borth als Herausgeber).
- Die Rechtsbeugung (§ 336 StGB), 1960 (Dissertation).
- Die Grundlagen der Beweislast im Zivilprozess, 1975 (Habilitation).